# Газовирівнювальна система

Газовирівнювальна система — обв'язування товарних резервуарів для збору нафти (нафтопродуктів) при великих і малих «диханнях»: 1 — резервуари; 2 — похилий газопровід; 3 — резервуар-компенсатор; 4 — конденсатозбірник

Газовирівнювальна система — частина обладнання нафтового резервуарного парку.

## Загальний опис
Газові простори нафтоналивних резервуарів через систему газопроводів з'єднуються між собою. Робота резервуарів з такою обв'язкою ефективна, коли приймання і відпускання нафти з резервуарів виконують одночасно. Тоді гази із заповнюваних резервуарів перетікають в ті, що спорожнюються, та втрати від великих «дихань» зводяться до нуля. У зв'язку з можливими труднощами синхронної роботи системи резервуарів до них підключають резервуари-компенсатори і резервуари з підйомними дахами.
З резервуарів, які працюють несинхронно, зайвий газ по похилому газопроводу (щоб уникнути утворення гідравлічних і крижаних пробок) надходить спочатку в конденсатозбірник, а потім у резервуар-компенсатор з підйомним дахом. У цей резервуар потрапляє надлишок газів з газових просторів резервуарів, коли подача нафти в них перевищує відпускання, і, навпаки, з резервуара-компенсатора газ надходить в резервуари, коли відпускання нафти є більшим від надходження.